# Lincoln (Alabama)
Lincoln – miasto w Stanach Zjednoczonych, w stanie Alabama, w hrabstwie Talladega. W roku 2023 miasto zamieszkiwało 7514 osób, a gęstość zaludnienia wynosiła 135,4 osoby/km².